# Кодоньо
Кодоньо (итал. Codogno) — город в Италии, располагается в регионе Ломбардия, подчиняется административному центру Лоди.
Население составляет 15 026 человек (на 2004 г.), плотность населения составляет 698 чел./км². Занимает площадь 20 км². Почтовый индекс — 26845. Телефонный код — 0377.
Покровителем населённого пункта считается  священномученик Власий Севастийский. Праздник ежегодно празднуется 3 февраля.

## Города-побратимы
- Соланья, Италия